# Rabdomiólise
Rabdomiólise é uma síndrome de destruição do músculo esquelético com vazamento do conteúdo muscular que é frequentemente acompanhada por mioglobinúria e se for suficientemente grave, pode ocorrer insuficiência renal aguda com transtornos metabólicos potencialmente letais. Um espectro diversificado de doenças hereditárias e adquiridas que afetam as membranas musculares, os canais iônicos de membranas e o suprimento de energia muscular causa rabdomiólise. Os mecanismos fisiopatológicos finais comuns entre essas causas de rabdomiólise incluem um aumento descontrolado do cálcio intracelular livre e a ativação de proteases dependentes de cálcio, que levam à destruição de miofibrilas e à digestão lisossomal do conteúdo de fibras musculares. Recentes avanços em genética molecular e histoquímica de enzimas musculares podem permitir um diagnóstico metabólico específico em muitos pacientes com rabdomiólise recorrente idiopática.
A doença e seus mecanismos foram elucidados pela primeira vez na Blitzkrieg de Londres em 1941. Nesse episódio diversas casas foram bombardeadas, gerando muitas mortes por desabamento. Características semelhantes também foram observadas em diversos soldados, queimados em trincheiras, que posteriormente levariam a sua identificação naqueles que sobreviveram.
A base do tratamento são grandes quantidades de fluidos intravenosos. Outros tratamentos podem incluir diálise ou hemofiltração em casos mais graves. Uma vez que a produção de urina é estabelecida, bicarbonato de sódio e manitol são comumente usados, mas eles são mal apoiados pelas evidências. Os resultados geralmente são bons se tratados precocemente. As complicações podem incluir potássio sérico elevado, cálcio sangüíneo baixo, coagulação intravascular disseminada e síndrome compartimental. A rabdomiólise faz com que a miosina e a actina degenerem em proteínas menores que viajam para o sistema circulatório. O corpo reage aumentando o inchaço intracelular ao tecido danificado para enviar células de reparo à área. Isso permite que a creatina quinase e a mioglobina sejam levadas do tecido onde ele viaja no sangue até atingir os rins. Além das proteínas liberadas, grandes quantidades de íons, como potássio intracelular, sódio e cloreto, encontram seu caminho para o sistema circulatório. O íon de potássio intracelular tem efeitos deletérios na capacidade do coração de gerar potenciais de ação que levam a arritmias cardíacas. Consequentemente, isso pode afetar a perfusão periférica e central que pode afetar todos os principais sistemas de órgãos no corpo. Quando a proteína atinge os rins, provoca uma tensão nas estruturas anatômicas reduzindo a sua eficácia como filtro para o corpo. A proteína age como uma barragem quando se forma em agregados apertados quando entra nos túbulos renais. Além disso, o aumento do cálcio intracelular tem maior tempo de ligação devido ao bloqueio que permite a formação de cálculos renais. Como resultado, isso faz com que a produção de urina diminua permitindo que o ácido úrico se acumule no interior do órgão. O aumento da concentração de ácido permite que o ferro da proteína agregada seja liberado para o tecido renal circundante. O ferro, em seguida, retira as ligações moleculares do tecido circundante que, eventualmente, levará a insuficiência renal se o dano tecidual for muito intenso.

## Etiologia
Há várias causas potenciais de rabdomiólise que podem ser divididas em:
| Causa de rabdomiólise                  | Exemplos |
| -------------------------------------- | --- |
| Traumáticas                            | Trauma mecânico; lesão por choque elétrico, queimaduras extensas, pré-afogamento e imobilização prolongada. |
| Atividade muscular excessiva           | Exercício físico intenso, epilepsia, asma, distonia grave e psicose aguda. |
| Alterações da temperatura corporal     | Hipertermia e hipotermia. |
| Hipoperfusão muscular                  | Trombose, embolismo, choque e clampagem de vasos. |
| Tóxicas                                | Etanol, metanol, etilenoglicol, isopropanol, heroína, metadona, cocaína, barbitúricos, anfetaminas, ecstasy, LSD, monóxido de carbono, tolueno, coturnismo, intoxicação por peixes como peixe-búfalo e arabaiana. (doença de Haff), mordedura de serpentes, aranhas (viúva negra) e abelhas. |
| Farmacológicas                         | Inibidores da HMG CoA redutase, fibratos, anti-histamínicos, salicilatos, cafeína, neurolépticos, anestésicos (hipertermia maligna), propofol, anfotericina B. corticosteroides, teofilina, antidepressivos tricíclicos, inibidores da recaptação da serotonina, ácido aminocaproico. |
| Alterações electrolíticas e endócrinas | Hiponatremia e hipernatremia, hipocaliemia, hipofosfatemia, cetoacidose diabética, coma hiperosmolar diabético, hipotiroidismo ou hipertireoidismo. |
| Infecciosas                            | Virais – Influenza A e B, HIV, coxsackie, Epstein-Barr, echovírus, CMV, adenovírus, herpes simplex, parainfluenza e varicela-zoster. Bacterianas – Francisella tularensis, Streptococcus pneumoniae, Streptococcus grupo B, Streptococcus pyogenes, Staphylococcus epidermidis, Viridans, Escherichia coli, Borrelia, Rickettsia, Salmonella, Listeria, Legionella, Mycoplasma, Vibrio cholerae, Brucella, Bacillus, Leptospira, Clostridium perfringens, Clostridium tetani. Parasitais - Plasmodium. Fúngicas – Candida, Aspergillus. |
| Miopatias inflamatórias                | Polimiosite e dermatomiosite |
| Miopatias metabólicas                  | Enzimopatias do metabolismo dos lipídios e hidratos de carbono (Doença de McArdle). Distrofias musculares |

## Manifestações Clínicas
Os sinais e sintomas comuns são dores musculares, sensibilidade e fraqueza. Sintomas inespecíficos, como febre e mal-estar, estão frequentemente presentes. Os pacientes também podem se queixar de urina de cor escura, resultado de mioglobinúria. A tríade clássica da rabdomiólise inclui dor muscular, urina de cor escura e fraqueza.  Os sintomas da rabdomiólise dependem da sua gravidade e se a insuficiência renal se desenvolve. Formas mais leves podem não causar sintomas musculares e o diagnóstico é baseado em exames de sangue anormais no contexto de outros problemas. A rabdomiólise mais grave é caracterizada por dor muscular, sensibilidade, fraqueza e inchaço dos músculos afetados. Se o inchaço é muito rápido, como pode acontecer depois que alguém é solto debaixo de um prédio em colapso, o movimento do fluido da corrente sanguínea para o músculo lesionado pode causar baixa pressão sangüínea e choque. Outros sintomas são inespecíficos e resultam das conseqüências da quebra do tecido muscular ou da condição que originalmente levou à ruptura muscular. A liberação dos componentes do tecido muscular na corrente sanguínea causa distúrbios eletrolíticos, que podem levar a náuseas, vômitos, confusão, coma ou ritmo cardíaco anormal. A urina pode ser escura, freqüentemente descrita como "cor de chá", devido à presença de mioglobina. Danos nos rins podem causar diminuição ou ausência de produção de urina, geralmente 12 a 24 horas após o dano muscular inicial.
O inchaço do músculo danificado ocasionalmente leva à síndrome do compartimento - compressão dos tecidos circundantes, como nervos e vasos sanguíneos, no mesmo compartimento fascial - levando à perda de suprimento sanguíneo e dano ou perda de função na (s) parte (s) do corpo fornecida por essas estruturas. Os sintomas dessa complicação incluem dor ou sensação reduzida no membro afetado. Uma segunda complicação reconhecida é a coagulação intravascular disseminada (CIVD), uma ruptura severa na coagulação sanguínea que pode levar a um sangramento incontrolável.

## Mecanismo
Diagrama esquemático da mioglobina, uma proteína contendo heme que participa do armazenamento de oxigênio no músculo normal, mas é responsável pelo dano renal na rabdomiólise. Danos ao músculo esquelético podem assumir várias formas. Esmagamento e outras lesões físicas causam danos às células musculares diretamente ou interferem no suprimento de sangue, enquanto causas não físicas interferem no metabolismo das células musculares. Quando danificado, o tecido muscular se enche rapidamente com o fluido da corrente sanguínea, incluindo íons de sódio. O inchaço em si pode levar à destruição das células musculares, mas as células que sobrevivem estão sujeitas a várias rupturas que levam ao aumento dos íons de cálcio intracelular; o acúmulo de cálcio fora do retículo sarcoplasmático leva à contração muscular contínua e depleção de ATP, o principal portador de energia na célula. A depleção de ATP pode levar a um influxo descontrolado de cálcio.  A contração persistente da célula muscular leva à quebra das proteínas intracelulares e à desintegração da célula.
Os granulócitos neutrófilos - o tipo mais abundante de glóbulos brancos - entram no tecido muscular, produzindo uma reação inflamatória e liberando espécies reativas de oxigênio, particularmente após uma lesão por esmagamento. A síndrome de esmagamento também pode causar lesão de reperfusão quando o fluxo sanguíneo para o músculo descomprimido é repentinamente restaurado.
O músculo inchado e inflamado pode comprimir diretamente as estruturas no mesmo compartimento fascial, causando a síndrome do compartimento. O inchaço também pode comprometer ainda mais o suprimento de sangue para a área. Finalmente, células musculares destruídas liberam íons de potássio, íons de fosfato, a proteína mioglobina contendo heme, a enzima creatina quinase e o ácido úrico (um produto de degradação das purinas do DNA) no sangue. A ativação do sistema de coagulação pode precipitar a coagulação intravascular disseminada. Altos níveis de potássio podem levar a rupturas potencialmente fatais no ritmo cardíaco. O fosfato se liga ao cálcio da circulação, levando a baixos níveis de cálcio no sangue.

## Rabdomiólise e Lesão Renal Aguda
A rabdomiólise pode causar insuficiência renal por vários mecanismos. O mais importante é o acúmulo de mioglobina nos túbulos renais.  Normalmente, a proteína do sangue haptoglobina se liga à mioglobina circulante e a outras substâncias contendo heme, mas na rabdomiólise a quantidade de mioglobina excede a capacidade de ligação da haptoglobina. Mioglobinuria, a presença de mioglobina na urina, ocorre quando o nível no plasma excede 0.5–1.5 mg / dl; uma vez que os níveis plasmáticos atingem 100 mg / dl, a concentração na urina torna-se suficiente para que fique visivelmente descolorida   e corresponde à destruição de cerca de 200 gramas de músculo. À medida que os rins reabsorvem mais água do filtrado, a mioglobina interage com a proteína Tamm-Horsfall no néfron para formar moldes (agregados sólidos) que obstruem o fluxo normal de fluido; a condição é agravada ainda mais pelos altos níveis de ácido úrico e acidificação do filtrado, o que aumenta a formação de elenco. O ferro liberado do heme gera espécies reativas de oxigênio, danificando as células renais. Além da mioglobinúria, dois outros mecanismos contribuem para o comprometimento renal: a pressão arterial baixa leva à constrição dos vasos sanguíneos e, portanto, uma relativa falta de fluxo sangüíneo para o rim e, finalmente, o ácido úrico pode formar cristais nos túbulos dos rins, causando obstrução. Juntos, esses processos levam à necrose tubular aguda, a destruição das células dos túbulos. A taxa de filtração glomerular cai e o rim é incapaz de realizar suas funções excretoras normais. Isso causa a interrupção da regulação eletrolítica, levando a um aumento adicional nos níveis de potássio e interfere no processamento da vitamina D, agravando ainda mais os baixos níveis de cálcio.

## Diagnóstico
A rabdomiólise pode ser comprovada somente através de valores aumentados no plasma sanguíneo de enzimas, que normalmente existem nos músculos. Elas são a creatina quinase, mioglobina e a lactato desidrogenase (LDH). A urina se torna vermelho-castanho na presença de valores altos de mioglobina através da liberação de mioglobina através dos rins (mioglobinúria).

### Fatores predispostos para rabdomiólise
Em um estudo envolvendo 87 doentes, publicado em 1982, cerca de 59% dos indivíduos apresentavam múltiplos fatores de risco para rabdomiólise. O consumo de álcool, a compressão recente de tecidos moles, a existência de atividade convulsiva e história de trauma estavam entre os factores de risco identificados.
Numa análise retrospectiva de 157 casos de rabdomiólise foram identificados os seguintes fatores predisponentes:
- trauma (38%);
- isquémia (14%);
- polimiosite (8%);
- overdose (7%);
- exercício (6%);
- convulsões (5%);
- queimaduras (5%);
- sepsis (3%);
- doenças hereditárias (3%) e viroses (1%).

### Manifestações clínicas
A apresentação clínica da rabdomiólise é frequentemente sutil sendo necessário um elevado índice de suspeita diagnóstica.
São descritos sintomas e sinais musculares como mialgias, hipersensibilidade, fraqueza, rigidez e contracturas musculares em apenas 50% dos casos. A presença de sintomas constitucionais como a sensação de mal estar, náuseas, vômitos, febre e palpitações, a diminuição do débito urinário e a alteração da coloração da urina (mais escura, castanho-avermelhada), são outros achados da história clínica a se ter em consideração. O diagnóstico definitivo de rabdomiólise é efetuado através de estudos laboratoriais.

### Creatina-fosfoquinase sérica (CK)
É um marcador sensível mas inespecífico de rabdomiólise. É liberada para a circulação sistémica após a morte das células musculares esqueléticas (sobretudo a isoenzima muscular) podendo atingir concentrações séricas da ordem das 100.000 IU/ml. Tem um metabolismo mais lento e previsível que a mioglobina, o que a torna um marcador de presença de lesão muscular mais confiável. As elevações persistentes da CK apontam para lesão muscular continuada, sendo particularmente relevante excluir a presença de uma síndrome compartimental.

### Aldolase e Anidrase carbónica III
No contexto de elevação da CK total confirmam, quando elevadas, a origem muscular esquelética da creatinina fosfoquinase.

### Mioglobina sérica e urinária
Tem um metabolismo hepático e excreção renal rápidos e não previsíveis, o que a torna um marcador de necrose muscular pouco sensível. A mioglobinúria pode ser esporádica e resolver-se nas fases iniciais da rabdomiólise.

### Outras alterações laboratoriais
- Elevação inespecífica da AST, ALT e LDH; • Hipercaliemia;
- Hiperuricémia;
- Hipocalcémia.e Hiperfosfatémia;
- Acidose metabólica;
- Prolongamento dos tempos de protrombina, tromboplastina parcial activado e diminuição do n.o de pla- quetas;
- Elevação da creatinina e ureia séricas;
- Cilindros pigmentados no sedimento urinário.

É importante lembrar que os testes urinários rápidos não distinguem a mioglobina, hemoglobina ou eritrócitos. Outros exames complementares de diagnóstico têm interesse na avaliação da repercussão das complicações (ECG na hipercaliemia) ou apresentam indicações diagnósticas muito específicas (biopsia muscular nas doenças musculares metabólicas e inflamatórias, eletromiograma e RMN na polimiosite).

## Tratamento
O tratamento dependerá do quadro clínico: formas graves devem ser tratadas com hidratação endovenosa, o que aumenta a velocidade de eliminação renal dos eletrólitos, enzimas e outros produtos liberados pelo músculo lesionado.
Caso o paciente apresente elevação do potássio é necessário adotar medidas para normalizar seus níveis e evitar arritmias. Quadros de insuficiência renal grave podem precisar temporariamente de hemodiálise. Outras medidas, como alcalinização e uso de diuréticos, ainda não têm eficácia comprovada.

### Tratamento das complicações electrolíticas da rabdomiólise
- Hipercalieemia – é frequentemente refratária às tratamentos conservadores. Se ocorrerem alterações eletrocardiográficas ou disritmias e na ausência de resposta satisfatória à terapêutica convencional, devemos considerar o recurso de técnicas de suporte dialítico. A hipercaliemia foi identificada como o fator preditivo mais importante para o início de diálise, em doentes vítimas de crush syndrome.[17]
- Hiperfosfatemia – podem ser administrados quelantes do fósforo nos doentes conscientes.
- Hipocalcemia – a administração de suplementos de cálcio deverá ser restringida à hipocalceemia sintomática (crise convulsiva) ou na hipercalieemia grave. A administração de suplementos de cálcio, durante a fase hipocalceemica, parece ser um fator contribuinte para a elevação do cálcio sérico na fase de recuperação.[18]
- Hiperuricemia – o alopurinol pode ser utilizado para reduzir a produção de ácido úrico e como captador de radicais livres.

#### Prevenção e tratamento da IRA mioglobinúrica
As pedras basilares do tratamento da IRA mioglobinúrica são:

#### 1. Correção da hipovolemia e isquemia renal associada
Tendo em consideração o profundo impacto da hipovoleemia, no desenvolvimento da IRA mioglobinurica, a hidratação endovenosa agressiva e precoce (pré-nefrotoxicidade) é uma das medidas terapêuticas mais importantes na abordagem da rabdomiólise. Não obstante a inexistência de estudos prospectivos, existe evidência clínica e experimental suficiente para sustentar o recurso a esta medida na rabdomiólise traumática, e não traumática.
Better. preconiza, nos casos de rabdomiólise traumática, administração de soro fisiológico (1,5 L/h) o mais precocemente possível. No ambiente hospitalar, em que é possível monitorar o status hemodinâmico, é recomendada a administração de volumes de fluído até 12 L/dia, na ausência de oligúria, associados a uma diurese alcalina forçada (manitol)

#### 2. Promover a depuração e diminuir os efeitos nefro- tóxicos da mioglobina.
- Expansão do volume plasmático -- Aumenta a perfusão renal, melhora o filtro glomerular, aumenta a diurese e contribui para a diluição da mioglobina diminuindo a formação de cilindros tubulares.

#### Administração de bicarbonato de sódio (NaHCO3)
A terapia sistemica com NaHCO3 é recomendada com o objectivo de se atingir um pH urinário de 6,537. A alcalinação da urina é sustentada pela evidência experimental de nefroproteção permitindo ainda a transferência para o meio intracelular do potássio sérico.
A terapia com bicarbonato de sódio pode agravar a hipocalcemia preexistente, precipitando atividade convulsiva, particularmente prejudicial no contexto de lesão muscular prévia. Está contra indicada no contexto de oligúria com sobrecarga hídrica associada.

### Manitol
A sua utilização clínica neste contexto é controversa. Existe uma consistente evidência experimental do efeito protetor do manitol contra a IRA mioglobinúrica. Estão descritos seguintes mecanismos nefroprotetores:
a) É um diurético de ação proximal, facilitando a excreção de proteínas heme e diminuindo a formação de cilindros tubulares;
b) Tem propriedades vasodilatadores renais;
c) É um captador de radicais livres, diminuindo o stress oxidativo, embora a contribuição desta capacidade antioxidante seja mínima.
Tem ainda um papel importante enquanto agente osmótico na transferência de fluído para o compartimento intravascular diminuindo o edema intersticial e o risco de síndrome compartimental.
Embora seja um potente vasodilatador, o manitol pode aumentar o consumo de ATP, ao nível do cortex renal, imediatamente após isquemia renal ou numa fase precoce da IRA induzida pelo glicerol50. Por outro lado, ainda não existe uma demonstração clara da contribuição acrescida do manitol à expansão de volume. Num estudo recente, envolvendo 16 vítimas de rabdomiólise traumática, concluiu-se que uma hidratação vigorosa e precoce, seguida de uma diurese alcalina forçada (manitol), preveniu o desenvolvimento de IRA.

## Rabdomiólise em equinos
A rabdomiólise, também conhecida como mioglobinúria paralítica, é uma patologia que acomete animais de qualquer raça, idade, sexo e não possui caráter sazonal. Pode ser desencadeada por sobrecarga de carboidratos, hipóxia tecidual, deficiência de vitamina E e Selênio, desbalanceamento eletrolítico e baixo condicionamento físico, normalmente após algum episódio de excesso de exercício físico. Consiste basicamente de um processo degenerativo muscular por excesso de ácido latico na musculatura, associado a altos níveis de estresse. Os episódios podem variar desde casos subclínicos a severos, com necrose muscular e falência renal por mioglobinúria. Os animais acometidos, normalmente relutam em movimentar-se ou permanecem em decúbito, demonstrando exaustão, sempre acompanhados de intensa dor muscular. Nos casos mais severos pode ocorrer quadro de mioglobinúria, com a urina apresentando coloração vermelha ou achocolatada. A patologia pode desencadear em outros problemas para o animal como por exemplo a íctericia. Elevações de creatinoquinase (CK), aspartato aminotransferase (AST) e lactato desidrogenase (LDH) são comumente demonstradas em cavalos com rabdomiólise. O grau de elevação reflete a extensão da mionecrose, mas em casos clínicos comumente a CK se encontra na faixa dos milhares de unidades (SMITH, 1994).